# Sean Henry

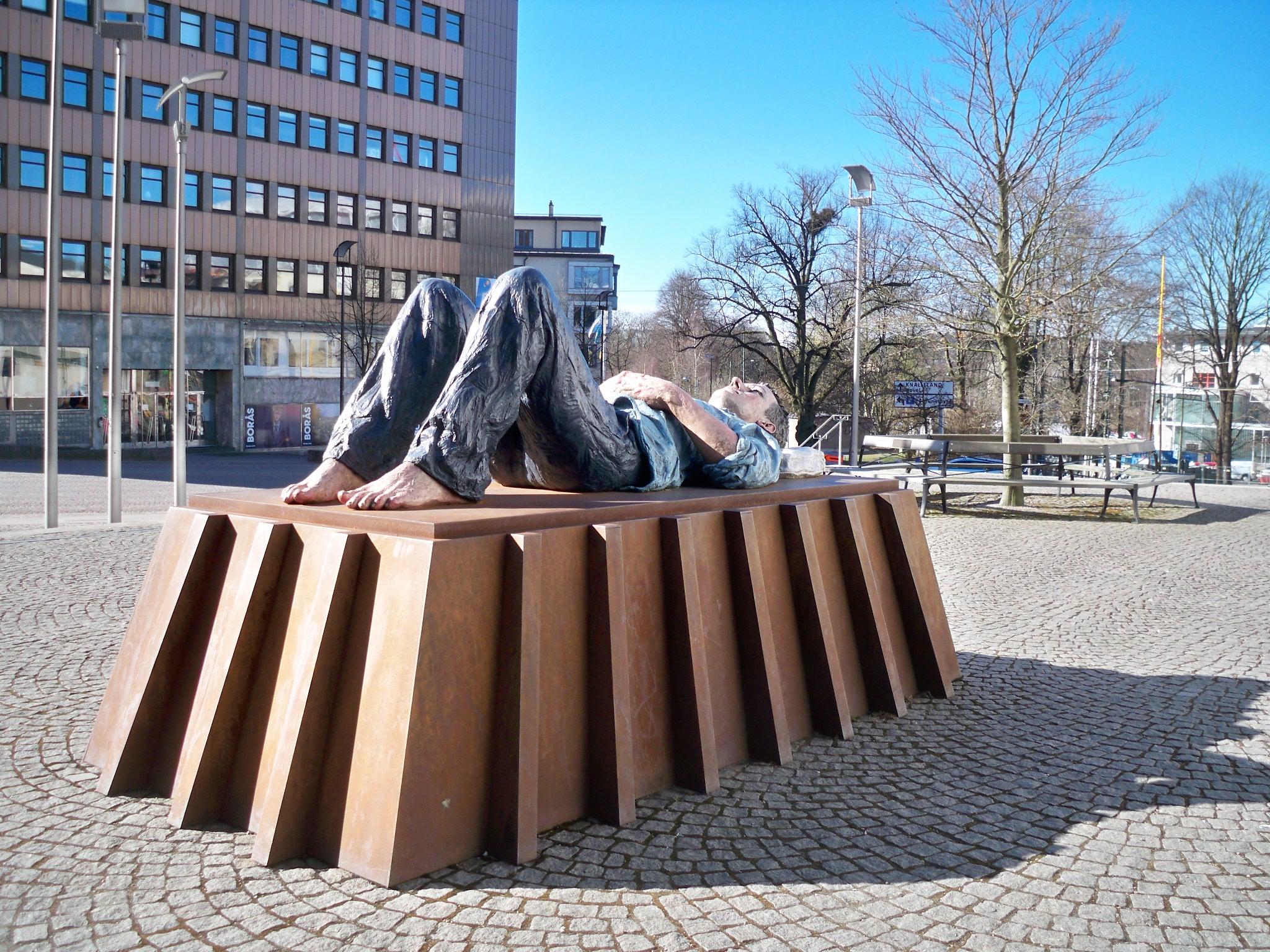
Sean Henrys bronsskulptur Catafalque (2003) utanför biblioteket till Högskolan i Borås

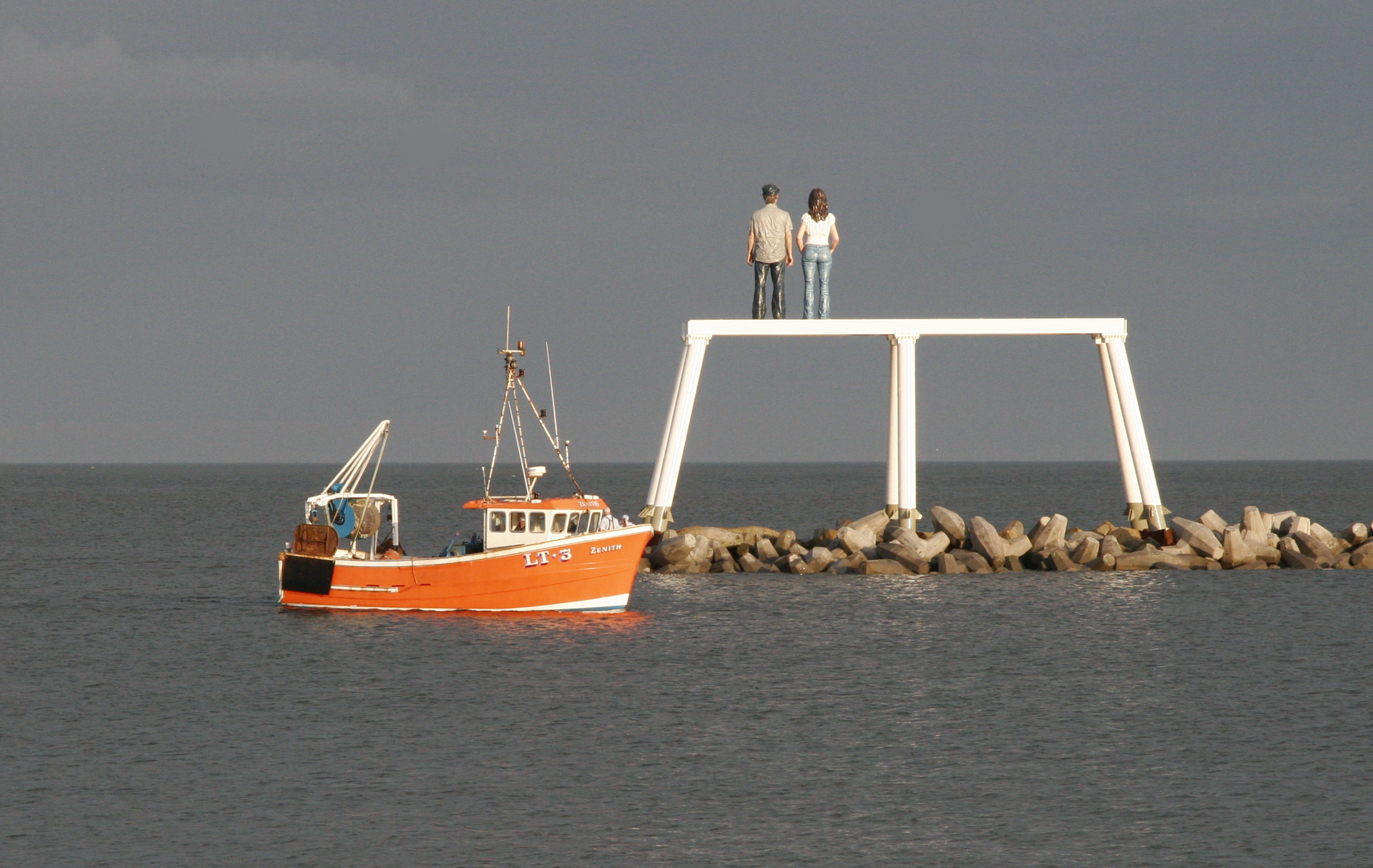
Couple, Newbiggin Bay

Sean Henry, född 1965 i Woking i Surrey i Storbritannien, är en brittisk skulptör.
Sean Henry växte upp i Surrey i England. Han utbildade sig på Farnham Art School 1983 och i keramik på Bristol Polytechnic 1984−87. Han hade sin första separatutställning i London 1988.
Genom att blanda olika former av keramiskt hantverk med traditionell skulptur har Sean Henry tagit ett nytt grepp gestaltning av människokroppen. Hans målade figurer har bidragit till att förnya polykrom skulptur.

## Offentliga verk i urval
- Tall Woman, 2013, Strandverkets konsthall, Marstrand
- Lying Man, 2003−11, Frederik Meijer Gardens & Sculpture Park, Michigan, USA
- Standing Man, 2009, Rådhustorget i Umeå
- Standing Man, 2009, utanför Liljevalchs konsthall i Stockholm
- Walking Woman, 2008, Ekebergparken skulpturpark i Oslo
- Duke of Milan, 1999, Scheringa Museum voor Realisme, Spanbroek, Nederländerna
- Catafalque, 2003, biblioteket vid Högskolan i Borås och Seven Bridges Collection i Greenwich i Connecticut, USA
- Man with Potential Selves, 2003, Umeå
- Couple, Newbiggin-by-the-Sea i Northumberland, Storbritannien
- Folly (The Other Self), 2007−11, Cass Sculpture Foundation i Goodwood i Sussex i Storbritannien
- Walking Man, 1998, Holland Park i London
- Man with Potential Selves, 2003, Newcastle samt Le Meridien Cumberland Hotel, Marble Arch i London

## Fotogalleri

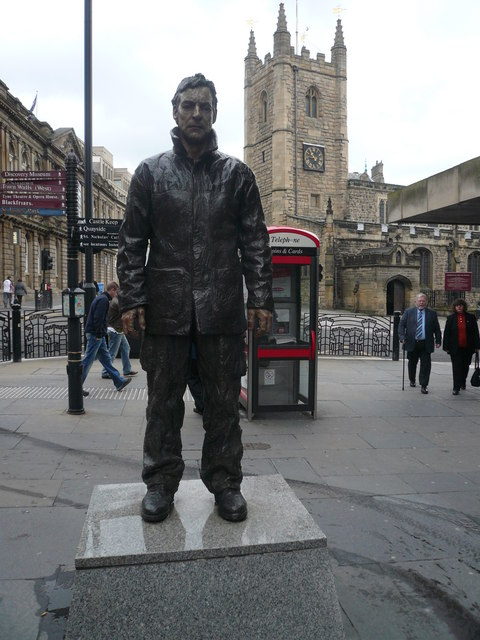
Man with Potential Selves i Newcastle
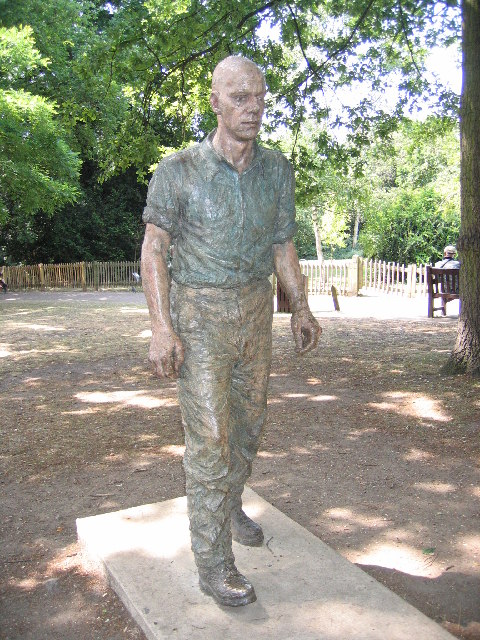
Walking Man i Holland Park i London
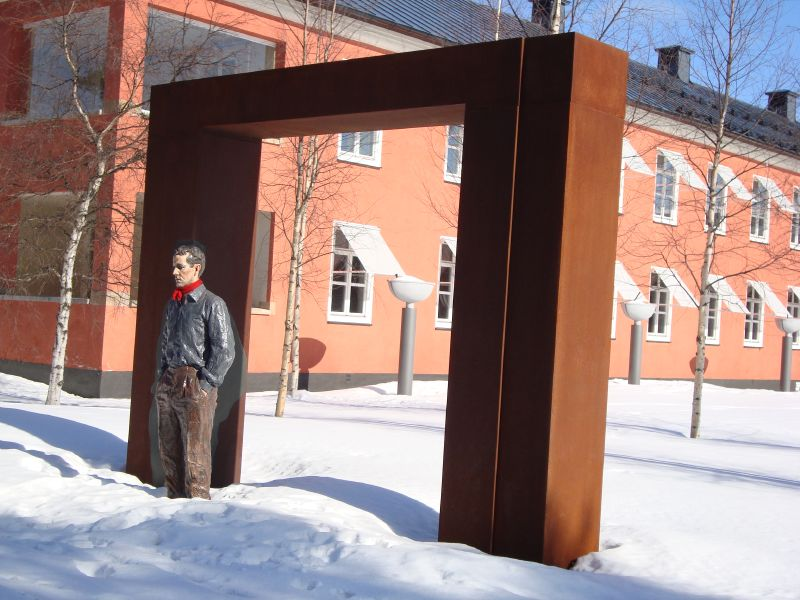
Trajan's Shadow i Umeå
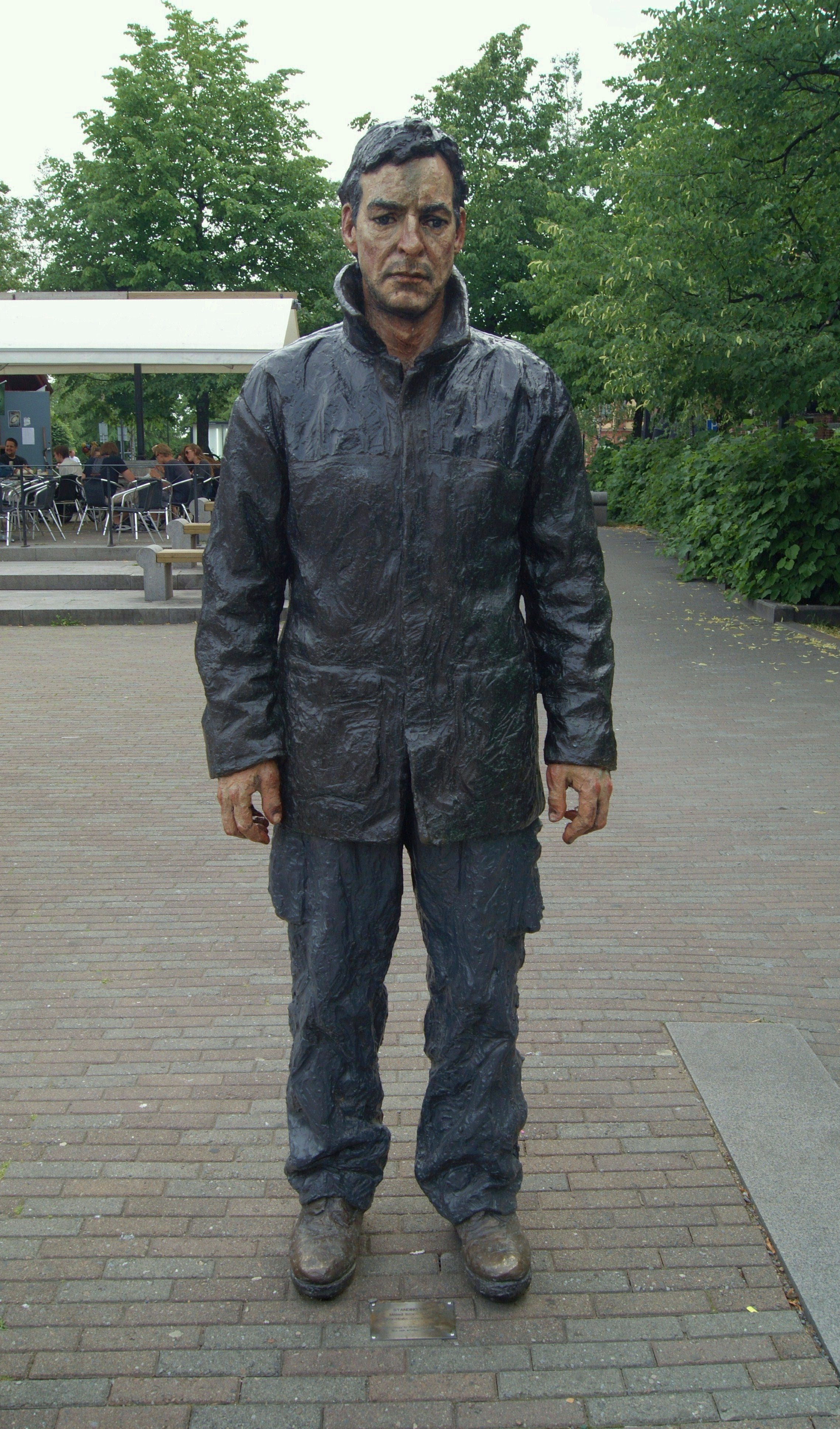
Standing Man på Rådhustorget i Umeå
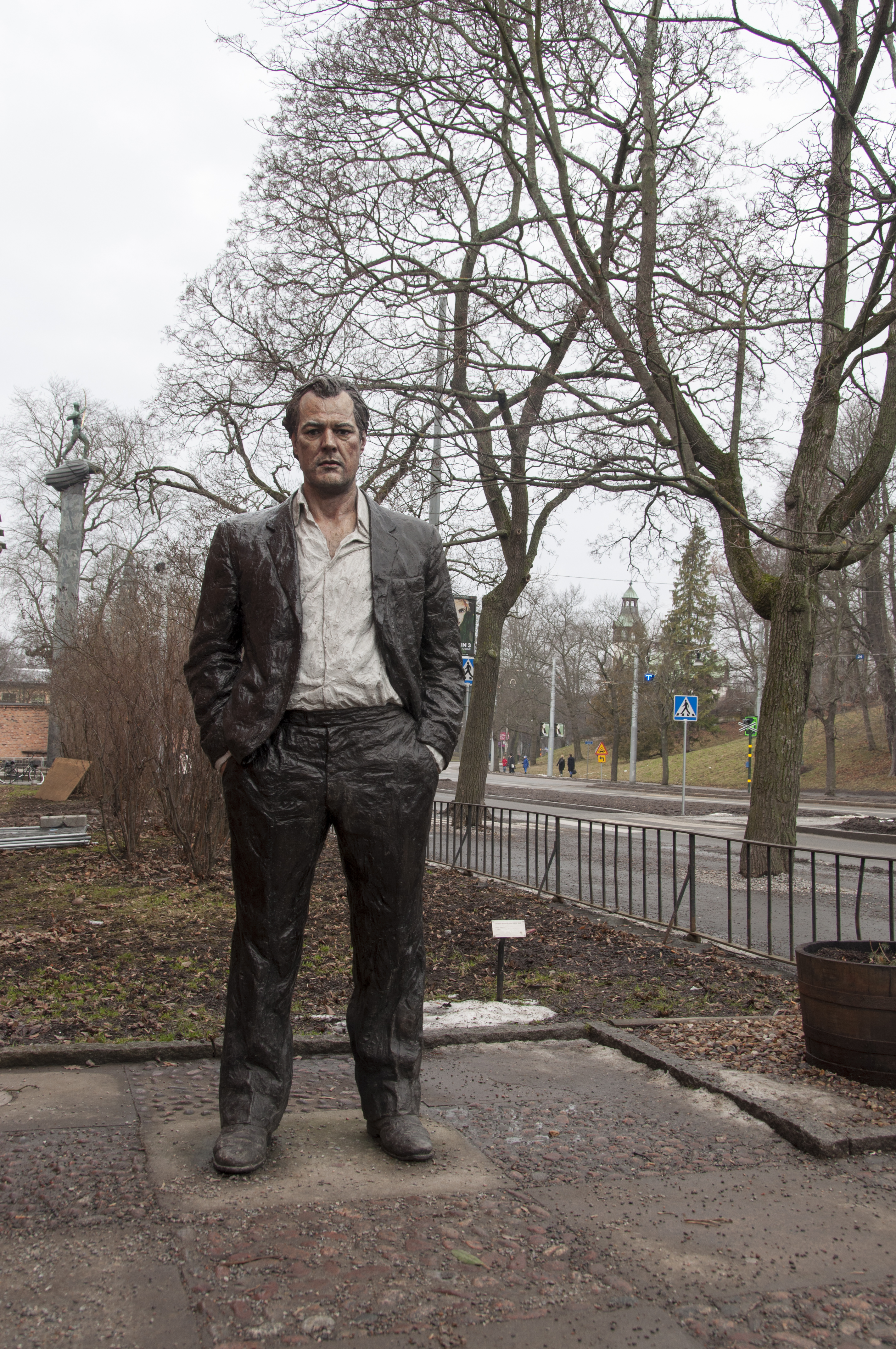
Standing man i Stockholm